# Gare de Bois-de-Nivelles
La gare de Bois-de-Nivelles est une halte fermée et disparue de la ligne 124, de Bruxelles-Midi à Charleroi-Central et la ligne 131, de Y Bois-de-Nivelles à Fleurus et Y Noir-Dieu (Gilly). Elle est située à Bois-de-Nivelles, sur le territoire de la commune de Nivelles dans le Brabant-Wallon en Belgique.

## Situation ferroviaire
Établie à environ 163 mètres d'altitude, la halte de Bois-de-Nivelles était situé au point kilométrique (PK) 33,6 de la ligne 124, de Bruxelles-Midi à Charleroi-Central, entre les gares de Nivelles et d'Obaix-Buzet. Cette halte était également à proximité de l'embranchement de la ligne 131, de Y Bois-de-Nivelles à Fleurus et Y Noir-Dieu (Gilly), avant la gare de Commune.

## Histoire

### Première halte (1881-1884)
Un premier arrêt Bois-de-Nivelles est ouvert, à titre d'essais les lundi et mercredi pour le marché, du 15 novembre 1881 au 1er août 1884. Ses quais, implantés en amont de la bifurcation, ne desservaient alors que la ligne 131. Après sa fermeture, la gare de Commune le remplace l'année suivante.

### Seconde halte (1898-1965)
Le point d'arrêt Bois-de-Nivelles (second du nom) est mis en service le 1er octobre 1898 par les Chemins de fer de l'État belge sur la ligne de Bruxelles à Luttre livrée à l'exploitation en 1873-1874 (actuelle section de la ligne 124). Ses quais situés en aval de la bifurcation sont accessibles aux trains des deux lignes.
La ligne 131 ferme aux voyageurs en 1952 et plusieurs sections sont démontées peu après. L'arrêt de Bois-de-Nivelles continue à être desservi par des trains électriques de la ligne 124 jusqu'au 31 mai 1965.

## Patrimoine ferroviaire
Il n'y a plus de traces de la halte.